# Пецицевые
Пеци́цевые (лат. Pezizales) — порядок грибов аскомицетов, единственный в классе Пецицемице́ты (Pezizomycetes). Плодовые тела — апотеции (у видов семейства Tuberaceae они в ходе созревания становятся замкнутыми: «вторичные клейстотеции»), сумки оперкулятного типа (при высвобождении аскоспор вскрываются крышечкой). Как правило, сапротрофы; некоторые виды — паразиты высших растений. Порядок включает ряд ценных грибов, в том числе сморчки и трюфели.
Класс Pezizomycetes входит в состав подотдела Pezizomycotina, являясь в нём либо базальной кладой, либо второй (после Orbiliomycetes) кладой по времени ответвления, которое датируют соответственно ордовиком или силуром.

## Семейства
- Ascobolaceae — Аскоболовые
- Ascodesmidaceae
- Caloscyphaceae
- Carbomycetaceae
- Chorioactidaceae
- Discinaceae — Дисциновые
- Glaziellaceae
- Helvellaceae — Лопастниковые
- Karstenellaceae
- Morchellaceae — Сморчковые
- Otideaceae
- Pezizaceae — Пецицевые
- Pyronemataceae — Пиронемовые
- Rhizinaceae
- Sarcoscyphaceae — Саркосцифовые
- Sarcosomataceae — Саркосомовые
- Terfeziaceae — Терфезиевые
- Thelebolaceae — Телеболовые
- Tuberaceae — Трюфелевые